# Зайденшнур, Эвелина Ефимовна
Эвелина Ефимовна Зайденшнур (1 (14) июля 1902, Елисаветград — 27 октября 1985, Москва) — российский литературовед. Жена литературоведа Владимира Жданова (с 1944 года). Заслуженный работник культуры РСФСР (1973).

## Биография
С 1904 г. жила с семьёй в Баку, окончила с золотой медалью Бакинскую Мариинскую женскую гимназию (1918). В 1919—1922 годах училась на физико-математическом факультете МГУ, не окончила. С 1924 года и до конца жизни работала в Музее Льва Толстого; по воспоминаниям Зайденшнур, первоначально она устроилась туда уборщицей, через биржу труда, но вскоре была переведена на должность младшего научного сотрудника, а в 1938 г. — старшего научного сотрудника. В 1937 году опубликовала в научном сборнике музея первую статью «Портрет Катюши Масловой. К лаборатории творчества Толстого». В 1942 году участвовала в работах по восстановлению музея-усадьбы «Ясная Поляна», разрушенной при отступлении немецких войск. В 1945 году получила степень кандидата филологических наук, защитив диссертацию «Русский фольклор в творчестве Толстого до 70 гг.»; по проблеме влияния фольклора на творчество Толстого опубликовала ряд научных статей.
Основная область трудов Зайденшнур — текстология произведений Толстого: она произвела сверку с рукописными оригиналами всех трёх романов — «Войны и мира», «Анны Карениной» и «Воскресения», выявив только в опубликованном тексте «Войны и мира» около 2000 пропусков, ошибок, опечаток. Кроме того, ею был проведён сравнительный анализ разных авторских редакций «Войны и мира», итогом которого стала книга «Первая завершённая редакция романа „Война и мир“» (М.: Наука, 1983) в серии «Литературное наследство» (том 94); эта публикация предварялась предисловием Зайденшнур, подробно освещавшим первый этап работы Толстого над произведением. Более подробно история создания романа исследована в монографии Зайденшнур «„Война и мир“ Толстого: Создание великой книги» (М.: Книга, 1966). Текстологические толстовские штудии Зайденшнур нашли отражение в книгах «Описание рукописей художественных произведений Л. Н. Толстого» (1955) и «Описание рукописей статей Л. Н. Толстого» (1961), обе совместно со Ждановым и Е. С. Серебровской. «Неделями, месяцами, годами сидеть над каждой строкой оригинала, расшифровывать толстовские кружева, чтобы любой ценой точно восстановить каждое слово гения… Скромная женщина Эвелина Ефимовна Зайденшнур проделала громадную, просто неслыханную работу», — говорил И. С. Зильберштейн.
Зайденшнур совместно со Ждановым выступала научным редактором многих томов 90-томного (так называемого «юбилейного») собрания сочинений Толстого, выходившего в 1928—1964 годах. Ею составлены «Библиография произведений Л. Н. Толстого» (1955) и библиографический указатель «Художественные произведения Л. Н. Толстого в переводах на иностранные языки» (1961). Под общей редакцией Зайденшнур вышел сборник статей и материалов «Толстой — редактор» (1965), она подготовила к печати «Яснополянские записки» Д. П. Маковицкого (1979). Совместно со Ждановым она также подготовила к печати переписку Толстого с И. Е. Репиным (1949), написала сценарий документального фильма «Рукописи Льва Толстого» (1954).
За пределами толстовской темы Зайденшнур и Жданов подготовили и прокомментировали публикацию «Мёртвых душ» Н. В. Гоголя в полном собрании его сочинений (1951). Зайденшнур была также одним из составителей книги «Дни и годы. П. И. Чайковский. Летопись жизни и творчества» (1940).
Умерла в 1985 году. Похоронена на Востряковском кладбище.

Могила Жданова и Зайденшнур на Востряковском кладбище Москвы.